# Caroline Myss
Caroline Myss, född 2 december 1952, är en amerikansk författare till ett flertal böcker om mystik och välbefinnande. Hon har varit med i The Oprah Winfrey Show flera gånger och 2001 var hon värd för en TV-serien The Journey With Caroline Myss. Hon har anklagats för att sprida tankar och teorier som saknar vetenskaplig förankring.

## Biografi
Caroline Myss föddes 1952 och växte upp i Chicago tillsammans med sina föräldrar och två bröder, en äldre och en yngre, i stadsdelen Melrose Park, Illinois i närheten av Chicago.